# Longeault-Pluvault
Longeault-Pluvault es una comuna nueva francesa situada en el departamento de Côte-d'Or, de la región de Borgoña-Franco Condado.

## Historia
Fue creada el 1 de enero de 2019, en aplicación de una resolución del prefecto de Côte-d'Or de 28 de septiembre de 2018 con la unión de las comunas de Longeault y Pluvault, pasando a estar el ayuntamiento en la antigua comuna de Longeault.

## Demografía
Según los datos aportados en la resolución del prefecto de Côte-d'Or, la comuna se crea con 1131 habitantes.

## Composición
| Comuna fusionada | Código INSEE | Población (2016) | Superficie (km²) | Densidad (hab./km²) |
| ---------------- | ------------ | ---------------- | ---------------- | ------------------- |
| Longeault        | 21352        | 577              | 1.24             | 465                 |
| Pluvault         | 21486        | 547              | 3.46             | 158                 |